# Бои за Ачхой-Мартан (1995—1996)
Бои за Ачхой-Мартан — эпизод Первой чеченской войны, по итогам которого чеченские сепаратисты смогли удержать Ачхой-Мартан и нанести тяжёлые потери федеральным войскам.

## Предыстория
Западная Чечня стала одной из зон боевых действий, так как через неё федеральные силы могли продвинуться к Грозному. Здесь продвижение российских федеральных войск, двигавшихся по трассе Ростов—Баку с запада в направлении Грозного, было остановлено 12-13 декабря 1994 года в районе села Ачхой-Мартан. 12 декабря колонна федеральных войск была обстреляна отрядом чеченских сепаратистов под командованием полевого командира О. Елоева (входил в состав отряда Хачукаева). Отряд Елоева состоял из автоматчиков, пулеметчиков, снайперов и гранатометчиков. Южнее них, в Бамуте, дислоцировался более крупный отряд боевиков под командованием полевого командира Хайхороева. 
Федеральные силы не могли пройти дальше из-за сопротивления сепаратистов, и в итоге они закрепились вдоль линии условной границы Чеченской Республики перед селами Самашки—Давыденко—Новый Шарой—Ачхой-Мартан—Бамут.
Пока в Грозном шли бои, в регионе Самашки—Ачхой-Мартан—Бамут обеими сторонами поддерживался статус кво. Такое положение было выгодно обеим сторонам. Однако периодически относительный мир сменялся столкновениями и обстрелами.
С конца февраля , когда чеченские сепаратисты были вытеснены из Грозного, в западной части Чечни российские федеральные силы перешли к более активным действиям и начали операции по разоружению сел и вытеснению из них боевиков.

## Ход боёв
Отрядом из 200 боевиков оборонявшим Ачхой-Мартан, командовал полевой командир Олег Елоев, небольшим отрядом ополчения командовал Салам Умалатов (префект Ачхой-Мартана), а федеральными силами командовал генерал-лейтенант Юрий Косолапов.
5 марта федеральные силы атаковали позиции боевиков у Ачхой-Мартана и взяли под контроль дорогу ведущую в Самашки, в котором находился еще один отряд боевиков численностью 400 человек. 6 и 7 марта продолжались обстрелы района Ачхой-Мартана и Бамута. 8 марта шли переговоры между дудаевцами и российскими силами о прекращение огня, однако они оказались неудачными.
С 11 по 15 марта продолжались бои в пригороде Ачхой—Мартана и окрестных лесах. Лес, расположенный к югу от Самашек, куда из села отошел отряд боевиков, неоднократно подвергался ракетно-бомбовым ударам. 17 марта федеральные войска блокировали выезд из Ачхой-Мартана и окружили боевиков находившихся там. Затем были проведены очередные переговоры с дудаевцами и бои были прекращены до апреля. 1 апреля 1995 г. эксперт по гуманитарным вопросам американского Фонда Сороса гражданин США Фред Кюни, его переводчица Галина Олейник и два сопровождавших их сотрудника Российского Комитета Красного Креста были задержаны представителями вооруженных формирований ЧРИ. После этого они пропадают без вести в районе Бамут—Орехово—Ачхой-Мартан.
В апреле 1995 года боевики Елоева оказались в окружении в Ачхой-Мартане. Несмотря на предложения федеральных войск о капитуляции, сепаратисты отказались сдаваться и продолжали держать оборону города. Пытавшись прорвать силы сепаратистов, федеральные войска ввели в село пехоту под прикрытием двух танков и БМП . Однако штурм оказался неудачным и российские войска понесли тяжелые потери, а также потеряли всю технику с экипажем. 10 апреля боевики покинули Ачхой-Мартан и в него вошли федеральные силы, однако позже он вновь был занят боевиками. С 28 апреля по 11 мая 1995 года российская сторона объявила о приостановке боевых действий со своей стороны. В мае 1995 года вновь велись активные бои между боевиками и российскими войсками. Начались массированные бомбардировки Ачхой-Мартана.

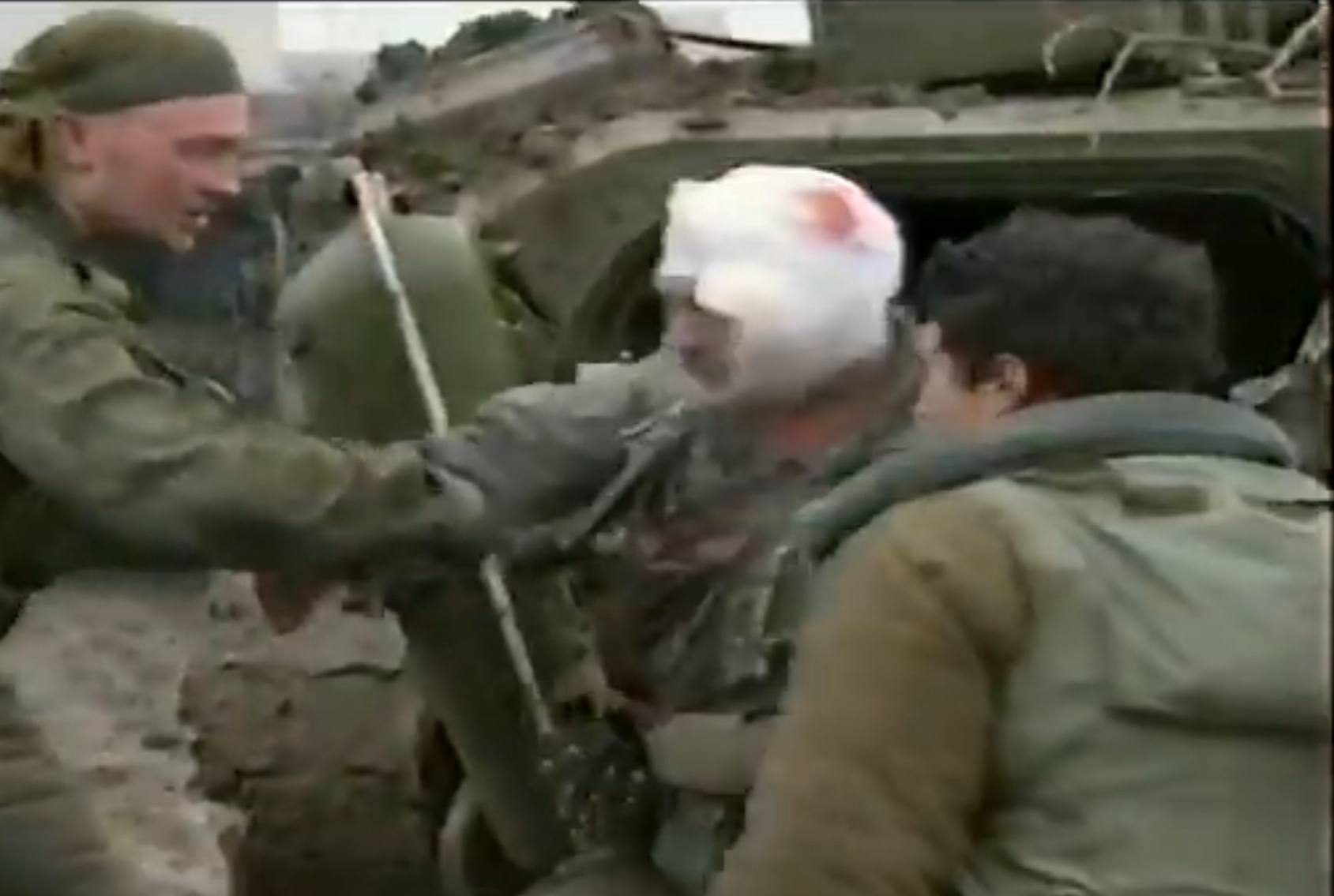
Раненные российские солдаты после штурма Ачхой-Мартана

Позже был предпринят еще один штурм, колонна русских солдат начала проходить в город, однако их с флангов опять начали обстреливать чеченцы. Неся огромные потери российские войска отступили из города. Ачхой-Мартан был прозван «Чёрной крепостью». Федеральные войска, не сумев взять город штурмом, предприняли блокаду, которая длилась до сентября 1995 года. В 1995 году журналист «Известий», находившийся в Ачхой-Мартане, спросил у командира отряда сепаратистов Елоева, почему бы им не избежать бессмысленных смертей и не сдаться федеральным войскам, которые взяли их в окружение, на что Елоев ответил: «Да, мы заявляем, мы объявили Джихад. Мы есть и являемся воинами Чечни. Единственное, что мы выбрали — это свобода или смерть!».
В сентябре федеральные силы вновь блокировали Ачхой-Мартан и потребовали сдачи в плен боевиков, однако требование выполнено не было и бои продолжились до середины октября. Отряд Елоева находясь в окружение федеральных войск смог держать Ачхой-Мартан до декабря 1995 года, находясь под постоянными бомбардировками. 14 декабря российская армия предприняла еще один штурм города. 19 декабря федеральные силы смогли занять город в результате тяжелого боя, однако позже город вновь взяли сепаратисты. В течение последующих дней попытки российской стороны выбить сепаратистов из города не увенчались успехом. Передовые отряды боевиков под командованием Вахи Мержоева покидали село и прячась в лесах, наносили диверсионные удары по федеральным силам. Завязались тяжелые бои. В том же "интервью" журналисту «Известий», полевой командир Олег Елоев сказал о потерях федеральных сил: «Я не могу еще понять, вот это дикарское отношение русских офицеров к своим подчинённым. Парни, которые гибнут в этой позорной войне, лежат здесь неделю, пока не сгниют и, короче, от него не останется ничего. Так почему же они не забирают их. Вот так они относятся к памяти парням, которых они отправили на эту войну.». Тяжелые бои за село и близлежащие леса, с активным применением боевой техники, продлились до апреля 1996 года. Неся огромные потери, в марте того же года, российская армия перестала пускать в бой пехоту и начала наносить ракетно-бомбовые удары по лесам, где находилась передовая группировка боевиков Елоева, и Ачхой-Мартану.
В апреле 1996 года на помощь Елоеву пришел отряд Руслана Хайхороева. Бамутский отряд Руслана Хайхороева успешно атаковал позиции внутренних войск в районе Ачхой-Мартана. В мае 1996 года бойцы Елоева, пытались прорваться к Бамуту, чтобы объединить силы. Отряд из 24 боевиков под командованием В. Мержоева закрепился на высоте между Бамутом и Ачхой-Мартаном и атаковал федеральные силы, которые пытались пробиться в тыл бамутской группировки. Завязались тяжёлые бои, которые продлились два дня. В результате боёв федеральные силы не смогли пробиться и отступили. Отряд сепаратистов потерял 17 человек из 24, погиб и сам В. Мержоев. В июле 1996 года федеральные силы оставили попытки взятия Ачхой-Мартана и начали непрерывные бомбардировки села, которые вскоре также закончили.

## Итоги боёв
В июле 1996 года, федеральные силы оставили любые попытки взять Ачхой-Мартан. Отряд сепаратистов Олега Елоева из 200 человек смог удержать село и нанести серьёзные потери 21-й отдельной бригаде оперативного назначения. Сама группировка боевиков всего потеряла 50 человек (убитыми и раненными). В результате боёв село было практически полностью уничтожено артиллерией и бомбардировками. Среди гражданского населения было множество погибших, также были убиты или пропали без вести несколько журналистов. После удержания Ачхой-Мартана отряд Елоева, вместе с Галанчжойским полком Хизира Хачукаева участвовали в операции «Джихад».

## В искусстве
О боях за Ачхой-Мартан поётся в песне «Ты только маме, что я в Чечне не говори».